# 杜博韋 (布利茲紐基區)
48°52′27″N 36°41′27″E / 48.87417°N 36.69083°E
杜博韋（烏克蘭語：Дубове）是位於烏克蘭東部的村莊，由哈爾科夫州洛佐瓦區的布利茲紐基市鎮負責管轄。該村始建於1956年，面積0.24平方公里，海拔高度180米，2001年人口55，人口密度每平方公里229.2人。